# Die Liebe der Maria Bonde
Die Liebe der Maria Bonde ist ein deutsches Filmdrama von 1918. 

## Handlung
Die Familie Bonde, die Mutter und ihre drei Töchter, leben zusammen. Die kränkliche Gunne ist mit Martin verlobt. Gemeinsam arbeiten sie als Kunstreiter im Varieté. Leider liebt Martin seit längerem die zweite Tochter Maria. Während eines Auftritts verletzt sich Gunne und Maria springt für Gunne ein und führt die Dressurnumer vor. Widerwillig gesteht sich Maria ein, dass sie Martin ebenfalls liebt. Die beiden heiraten, verheimlichen diese Hochzeit jedoch vor der Familie. Als Mutter Bonde sie bei einem Kuss erwischt, weihen sie Gunne endlich ein, die daraufhin vor Schreck stirbt. Nachdem Mutter Bonde das Unvermeidliche eingesehen hat, gibt sie ihren Segen, woraufhin die Familie eine Weile glücklich lebt, bis eines Tages Maria ein Kind bekommt. Das führt dazu, dass sie die Reiterei aufgeben muss und jetzt Anella, die jüngste Tochter, mit Martin auftritt. Maria quälen fortan Eifersucht und Verzweiflung (zu Recht!), dass sie dasselbe Schicksal wie Gunne ereilen könnte. Sie sieht nur noch eine Lösung: sie vergiftet sich selber. 

## Hintergrund
Produktionsfirma war die Astra-Film GmbH Berlin bzw. die Deutsche Bioscop Berlin. Der viragierte Film hat eine Länge von drei Akten auf 906 Metern, ca. 50 Minuten.

## Veröffentlichung
Der Film ist beim Filmportal.de einsehbar. Obwohl auf der Seite des Filmportals von einer Laufzeit von 36 Minuten die Rede ist und bei der Murnaustiftung von 34 Minuten hat der Film eine Laufzeit von knapp 50 Minuten.